# NGC 159
NGC 159 је спирална галаксија у сазвежђу Феникс која се налази на NGC листи објеката дубоког неба.
Деклинација објекта је - 55° 47' 23" а ректасцензија 0h 34m 35,4s. Привидна величина (магнитуда) објекта NGC 159 износи 14,0 а фотографска магнитуда 14,9. NGC 159 је још познат и под ознакама ESO 150-11, PGC 2073.